# 李烨 (成化进士)
李烨，福建福州府闽县人，明朝政治人物、進士出身。李烜之弟。

## 生平
成化元年（1465年），福建乙酉乡试中舉。成化八年，登壬辰科會試中進士，擔任监察御史。